# Matevž Kamnik
Matevž Kamnik (Maribor, 24 novembre 1987) è un allenatore di pallavolo ed ex pallavolista sloveno.
Giocava nel ruolo di centrale.

## Carriera
Matevž esordì nella massima serie della propria nazione nel 2006: a soli 19 anni venne ingaggiato dal Bled, squadra dominante del panorama pallavolistico sloveno. Con essa conquistò 4 scudetti, 3 Coppe nazionali e 2 Middle European League, il campionato mittel-europeo.
In ambito europeo vinse, nel 2007, l'ultima edizione del secondo trofeo continentale con il nome di Top Teams Cup, battendo in finale i padroni di casa della Pallavolo Modena. Nel 2010 la sua squadra conquistò l'accesso alla Final Four della Champions League; nonostante il quarto posto finale, Matevž venne premiato come miglior muratore della manifestazione.
Nel 2008, a soli 21 anni, venne convocato per la prima volta in Nazionale.

## Palmarès
- Campionato sloveno: 4

2006-07, 2007-08, 2008-09, 2009-10
- Coppa di Slovenia: 3

2006-07, 2007-08, 2008-09
- Middle European League: 2

2006-07, 2007-08
- Top Teams Cup: 1

2006-07

### Riconoscimenti
- 2010 - Final Four della Champions League 2009-2010: Miglior muro